# EXIT TUNES PRESENTS Vocalofuture feat.初音ミク
『EXIT TUNES PRESENTS Vocalofuture feat.初音ミク』（エグジット・チューンズ・プレゼンツ ボカロフューチャー フィーチャリング・はつねミク）は、EXIT TUNESボカロコンピシリーズの第12弾となるVOCALOIDコンピレーション・アルバム。2013年11月6日発売。
キャッチコピーは「ｱﾅﾀﾄﾜﾀｼﾃﾞ…ﾐﾗｲｦﾂﾅｸﾞ…」。

## 収録曲
1. ロストワンの号哭
  - Neru feat. 鏡音リン （作曲、作詞：Neru）
2. 怪盗Fの台本〜消えたダイヤの謎〜
  - ひとしずく×やま△ feat. 初音ミク、鏡音リン、鏡音レン、巡音ルカ、KAITO、MEIKO、GUMI、神威がくぽ、IA、MAYU （作曲：ひとしずく 作詞：ひとしずく×やまΔ　編曲：やまΔ）
    - 新規書き下ろし。読み：かいとうエフのシナリオ〜きえたダイヤのなぞ〜。
3. サリシノハラ
  - みきとP feat. 初音ミク （作曲、作詞：みきとP）
4. 我楽多イノセンス
  - Last Note.（作曲、作詞：Last Note.）
5. 命のユースティティア
  - Neru feat. 鏡音レン （作曲、作詞：Neru）
6. 威風堂々
  - 梅とら feat. 巡音ルカ、初音ミク、GUMI、IA、鏡音リン&MAYU （作曲、作詞：梅とら）
7. 東京レトロ
  - すこっぷ feat. 初音ミク （作曲、作詞：すこっぷ）
8. マジでぉこだょ？アたし間違ってない
  - うたたP feat. MAYU （作曲：うたたP 作詞：鳥居羊）
9. Rewind
  - 40mP feat. GUMI （作曲、作詞：40mP）
10. ハイハハイニ(KAITO V3 ver.)
  - テンネン(おっぴろげP) feat. KAITO （作曲：テンネン　作詞：niboshi）
11. Change me(refine)
  - shu-t feat. MEIKO （作曲、作詞：shu-t）
12. 林檎売りの泡沫少女
  - yukkedoluce feat.GUMI （作曲、作詞：ゆっけ）
13. リズの内心革命
  - じっぷす feat. IA （作曲、作詞：じっぷす）
14. マネマネサイコロトピック
  - かいりきベア feat. GUMI （作曲、作詞：かいりきベア）
15. アンサー
  - Dixie Flatline feat. 巡音ルカ （作曲、作詞：Dixie Flatline）
16. 終点
  - cosMo@暴走P feat. 初音ミク （作曲、作詞：cosMo@暴走P）
17. みらいをつなぐ
  - ふわりP feat. 神威がくぽ、鏡音レン、KAITO （作曲、作詞：ふわりP）
18. Future(初音ミク　V3 ver.)
  - ジミーサムP feat. 初音ミク、巡音ルカ （作曲、作詞：ジミーサムP）
19. WAVE
  - niki feat. 鏡音リン （作曲、作詞：niki）